# Joseph von Führich

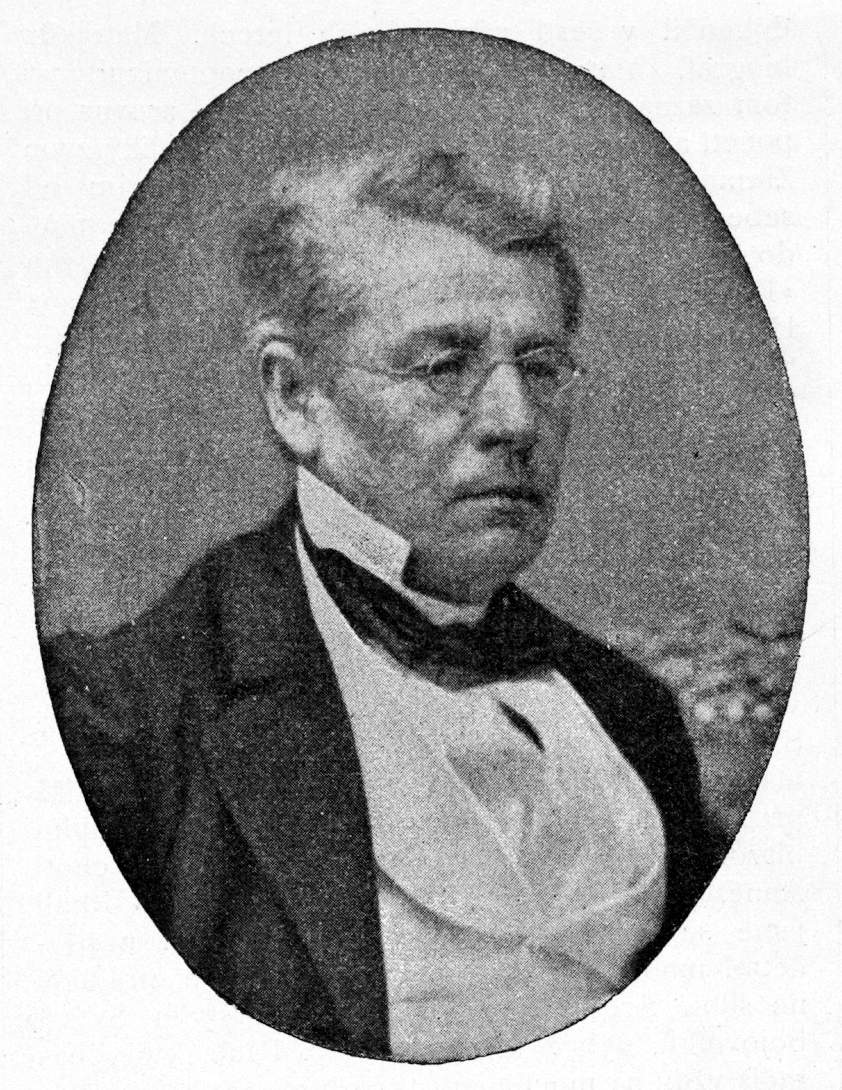
Joseph von Führich.

Joseph von Führich, född 9 februari 1800, död 13 mars 1876, var en österrikisk konstnär.
Führich lärde som helt ung känna nasarenerna i Rom, och upptog deras konstideal som han sedan under hela sitt liv blev trogen. År 1834 fick han kallelse till Wien, där han bosatte sig och utövade en livlig verksamhet. Han skapade stora freskbilder för flera kyrkor, vidare hela serier av träsnitt, varibland märks Han är uppstånden, blad till Thomas a Kempis Kristi efterföljelse, därutöver stafflitavlor, altarbilder och glasmålningar. En innerlig mystik genomstrålar Führichs alla verk, som i mycket betydde en renässans för romersk-katolsk kyrklig konst.